# Course en ligne masculine aux championnats du monde de cyclisme sur route 2011
Navigation
Melbourne 2010 Valkenburg 2012
La course en ligne masculine des championnats du monde de cyclisme sur route 2011 a eu lieu en septembre 2011 à Copenhague, au Danemark. Le Britannique Mark Cavendish s'est imposé au sprint devant Matthew Goss et André Greipel.

## Participation

### Système de sélection
Le système de qualification pour les championnats du monde 2011 est inchangé par rapport à 2010. Il a été fixé par une décision du comité directeur de l'Union cycliste internationale du 28 janvier 2011. Les nations autorisées à participer aux épreuves et le nombre de coureurs qu'elle peuvent y envoyer sont déterminés en fonction des différents classement édités par l'UCI au 15 août 2011.
Les dix premières nations au classement par nation de l'UCI World Tour peuvent inscrire 14 coureurs, dont 9 partants. Une nation ayant moins de neuf coureurs classés au classement individuel de l'UCI World Tour part cependant avec le nombre de coureurs classés. Si ce nombre est inférieur à six, elle part avec six coureurs. Elle peut toutefois récupérer ces places perdues via son circuit continental. Les places perdues sont réattribuées aux nations classées à partir de la onzième place du classement de l'UCI World Tour, à raison d'une place supplémentaire par nation. Les nations concernées sont : l'Espagne, l'Italie, l'Australie, la Belgique, l'Allemagne, la Grande-Bretagne (8 partants), le Luxembourg (6 partants), les États-Unis, les Pays-Bas et la France. 
La première nation au classement de l'UCI Africa Tour (en excluant une nation qui se serait déjà qualifiée via le classement de l'UCI World Tour) peut inscrire 9 coureurs, dont 6 partants ; la deuxième 5 dont 3 partants. Cela concerne le Maroc et l'Érythrée.
Les deux premières nations au classement de l'UCI America Tour (en excluant une nation qui se serait déjà qualifiée via le classement de l'UCI World Tour) peuvent inscrire 9 coureurs, dont 6 partants. Cela concerne la Colombie et le Venezuela. Les troisième, quatrième et cinquième nations en inscrivent 5 dont 3 partants. Cela concerne le Brésil, l'Argentine et le Chili.
La première nation au classement de l'UCI Asia Tour (en excluant une nation qui se serait déjà qualifiée via le classement de l'UCI World Tour) peut inscrire 9 coureurs, dont 6 partants ; les deuxième et troisième en inscrivent 5 dont 3 partants. Cela concerne l'Iran, le Japon et le Kazakhstan.
La première nation au classement de l'UCI Oceania Tour (en excluant une nation qui se serait déjà qualifiée via le classement de l'UCI World Tour) peut inscrire 5 coureurs dont 3 partants. Il s'agit de la Nouvelle-Zélande.
Les nations classées de la première à la sixième place de l'UCI Europe Tour, sans compter celles qualifiées via le classement de l'UCI World Tour, peuvent inscrire 9 coureurs, dont 6 partants. Les nations concernées sont : la Slovénie, la Russie, le Portugal, la Pologne, l'Ukraine et la Croatie. Les nations classées de la septième à la seizième place en inscrivent 5 dont 3 partants. Les nations concernées sont : le Danemark, la Turquie, la Lituanie, la Biélorussie, l'Autriche, la Tchéquie, l'Estonie, la Bulgarie, la Suède et la Norvège.
Parmi les nations figurant au classement de l'UCI World Tour non encore qualifiées :
- celles ayant un coureur classé parmi les 100 premiers au classement individuel mondial peuvent inscrire 5 coureurs, dont 3 partants. Cela concerne la Suisse, le Canada, l'Irlande, et la Slovaquie.
- celles ayant trois coureurs classés au classement individuel mondial peuvent inscrire 5 coureurs, dont 3 partants.
- celles ayant deux coureurs classés au classement individuel mondial peuvent inscrire 3 coureurs, dont 2 partants.
- celles ayant un coureur classé au classement individuel mondial peuvent inscrire 2 coureurs, dont 1 partant. Cela concerne le Costa Rica et la Lettonie.

Parmi les nations des circuits continentaux non encore qualifiées :
- les nations africaines ayant un coureur parmi les 5 premiers au classement de l'UCI Africa Tour peuvent inscrire 2 coureurs, dont 1 partant. Cela concerne l'Algérie.
- les nations américaines ayant un coureur parmi les 20 premiers au classement de l'UCI America Tour peuvent inscrire 2 coureurs, dont 1 partant. Cela concerne Cuba, l'Uruguay et l'Équateur.
- les nations asiatiques ayant un coureur parmi les 5 premiers au classement de l'UCI Asia Tour au 15 août 2011 peuvent inscrire 2 coureurs, dont 1 partant. Aucune nation concernée.
- les nations européennes ayant un coureur parmi les 200 premiers au classement de l'UCI Europe Tour peuvent inscrire 2 coureurs, dont 1 partant. Cela concerne la Hongrie, la Grèce, la Roumanie et la Serbie.
- les nations océaniennes ayant un coureur parmi les 5 premiers au classement de l'UCI Oceania Tour au 15 août 2011 peuvent inscrire un coureur au départ. Aucune nation concernée.

Si le pays organisateur pouvait inscrire 5 coureurs, donc 3 partant sans son statut, alors il peut inscrire 9 coureurs dont 6 partants. Le Danemark qualifie ainsi six coureurs partants.
Ainsi, pour résumer :
- Les équipes avec 9 coureurs partants sont : l'Espagne, l'Italie, l'Australie, la Belgique, l'Allemagne, les États-Unis, les Pays-Bas et la France.
- Une équipe avec 8 partants : la Grande-Bretagne.
- Les équipes avec 6 partants sont : le Luxembourg, le Maroc, la Colombie, le Venezuela, l'Iran, la Slovénie, la Russie, le Portugal, la Pologne, l'Ukraine, la Croatie, le Danemark.
- Les équipes avec 4 partants sont : le Kazakhstan, la Norvège et la Suisse.
- Les équipes avec 3 partants sont : l'Érythrée, le Brésil, l'Argentine, le Chili, le Japon, la Nouvelle-Zélande, la Turquie, la Lituanie, la Biélorussie, l'Autriche, la Tchéquie, l'Estonie, Bulgarie, la Suède, le Canada, l'Irlande, la Slovaquie.
- Les équipes avec 1 coureur partant sont : l'Algérie, le Costa Rica, la Lettonie, Cuba, l'Uruguay, l'Équateur, la Hongrie, la Grèce, la Roumanie et la Serbie.

## Classement
Sur 210 coureurs inscrits au départ, 177 ont parcouru les 260,1 km et  32 ont abandonné. Le Tchèque Roman Kreuziger n'a pas pris le départ. Victime d'une fracture de la hanche lors du Tour de France, il a jugé le parcours « très technique et donc dangereux », et a préféré ne pas disputer la course pour éviter une nouvelle blessure.
|                    | Coureur                | Pays            |    | Temps           |
| ------------------ | ---------------------- | --------------- | -- | --------------- |
| Médaille d'or      | Mark Cavendish         | Royaume-Uni     | en | 5 h 40 min 27 s |
| Médaille d'argent  | Matthew Goss           | Australie       | +  | m.t             |
| Médaille de bronze | André Greipel          | Allemagne       |    | m.t             |
| 4                  | Fabian Cancellara      | Suisse          |    | m.t             |
| 5                  | Jürgen Roelandts       | Belgique        |    | m.t             |
| 6                  | Romain Feillu          | France          |    | m.t             |
| 7                  | Borut Božič            | Slovénie        |    | m.t             |
| 8                  | Edvald Boasson Hagen   | Norvège         |    | m.t             |
| 9                  | Óscar Freire           | Espagne         |    | m.t             |
| 10                 | Tyler Farrar           | États-Unis      |    | m.t             |
| 11                 | Denis Galimzyanov      | Russie          |    | m.t             |
| 12                 | Peter Sagan            | Slovaquie       |    | m.t             |
| 13                 | Anthony Ravard         | France          |    | m.t             |
| 14                 | Daniele Bennati        | Italie          |    | m.t             |
| 15                 | Rui Costa              | Portugal        |    | m.t             |
| 16                 | Manuel António Cardoso | Portugal        |    | m.t             |
| 17                 | Philippe Gilbert       | Belgique        |    | m.t             |
| 18                 | Michael Mørkøv         | Danemark        |    | m.t             |
| 19                 | David Veilleux         | Canada          |    | m.t             |
| 20                 | Grega Bole             | Slovénie        |    | m.t             |
| 21                 | Pim Ligthart           | Pays-Bas        |    | m.t             |
| 22                 | Aleksejs Saramotins    | Lettonie        |    | m.t             |
| 23                 | Denys Kostyuk          | Ukraine         |    | m.t             |
| 24                 | Taylor Phinney         | États-Unis      |    | m.t             |
| 25                 | Gediminas Bagdonas     | Lituanie        |    | m.t             |
| 26                 | Jakob Fuglsang         | Danemark        |    | m.t             |
| 27                 | Yauheni Hutarovich     | Biélorussie     |    | m.t             |
| 28                 | Marek Rutkiewicz       | Pologne         |    | m.t             |
| 29                 | Lars Boom              | Pays-Bas        |    | m.t             |
| 30                 | Takashi Miyazawa       | Japon           |    | m.t             |
| 31                 | Michał Kwiatkowski     | Pologne         |    | m.t             |
| 32                 | Lars Ytting Bak        | Danemark        |    | m.t             |
| 33                 | Aliaksandr Kuschynski  | Biélorussie     |    | m.t             |
| 34                 | Matija Kvasina         | Croatie         |    | m.t             |
| 35                 | Johnny Hoogerland      | Pays-Bas        |    | m.t             |
| 36                 | Matthew Brammeier      | Irlande         |    | m.t             |
| 37                 | Yoann Offredo          | France          |    | m.t             |
| 38                 | Maciej Paterski        | Pologne         |    | m.t             |
| 39                 | Thomas Löfkvist        | Suède           |    | m.t             |
| 40                 | Sacha Modolo           | Italie          |    | m.t             |
| 41                 | André Cardoso          | Portugal        |    | m.t             |
| 42                 | Heinrich Haussler      | Australie       |    | m.t             |
| 43                 | Nicki Sørensen         | Danemark        |    | m.t             |
| 44                 | Maarten Tjallingii     | Pays-Bas        |    | m.t             |
| 45                 | Gorazd Štangelj        | Slovénie        |    | m.t             |
| 46                 | Thomas Rohregger       | Autriche        |    | m.t             |
| 47                 | Gabriel Rasch          | Norvège         |    | m.t             |
| 48                 | Nick Nuyens            | Belgique        |    | m.t             |
| 49                 | Juan José Haedo        | Argentine       |    | m.t             |
| 50                 | Janez Brajkovič        | Slovénie        |    | m.t             |
| 51                 | Nicolas Roche          | Irlande         |    | m.t             |
| 52                 | Björn Leukemans        | Belgique        |    | m.t             |
| 53                 | Tony Gallopin          | France          |    | m.t             |
| 54                 | Fredrik Kessiakoff     | Suède           |    | m.t             |
| 55                 | Rene Mandri            | Estonie         |    | m.t             |
| 56                 | Oleg Chuzhda           | Ukraine         |    | m.t             |
| 57                 | Anders Lund            | Danemark        |    | m.t             |
| 58                 | Filipe Cardoso         | Portugal        |    | m.t             |
| 59                 | Ricardo Mestre         | Portugal        |    | m.t             |
| 60                 | Pieter Weening         | Pays-Bas        |    | m.t             |
| 61                 | José Joaquín Rojas     | Espagne         |    | m.t             |
| 62                 | Bauke Mollema          | Pays-Bas        |    | m.t             |
| 63                 | Klaas Lodewyck         | Belgique        |    | m.t             |
| 64                 | Pavel Brutt            | Russie          |    | m.t             |
| 65                 | Brent Bookwalter       | États-Unis      |    | m.t             |
| 66                 | Jure Kocjan            | Slovénie        |    | m.t             |
| 67                 | Ignatas Konovalovas    | Lituanie        |    | m.t             |
| 68                 | Peter Velits           | Slovaquie       |    | m.t             |
| 69                 | Martin Velits          | Slovaquie       |    | m.t             |
| 70                 | Sylvain Chavanel       | France          |    | m.t             |
| 71                 | Aidis Kruopis          | Lituanie        |    | m.t             |
| 72                 | Christopher Sutton     | Australie       |    | m.t             |
| 73                 | Grégory Rast           | Suisse          |    | m.t             |
| 74                 | Baden Cooke            | Australie       |    | m.t             |
| 75                 | Danilo Hondo           | Allemagne       |    | m.t             |
| 76                 | Robert Kišerlovski     | Croatie         |    | m.t             |
| 77                 | Francesco Gavazzi      | Italie          |    | m.t             |
| 78                 | Carlos Barredo         | Espagne         |    | m.t             |
| 79                 | Simon Gerrans          | Australie       |    | m.t             |
| 80                 | Elia Viviani           | Italie          |    | m.t             |
| 81                 | Geraint Thomas         | Grande-Bretagne |    | m.t             |
| 82                 | Daniel Oss             | Italie          |    | m.t             |
| 83                 | Juan Manuel Gárate     | Espagne         | +  | 16 s            |
| 84                 | Kurt Asle Arvesen      | Norvège         |    | 16 s            |
| 85                 | Vladimir Isaichev      | Russie          |    | 16 s            |
| 86                 | Michael Albasini       | Suisse          |    | 19 s            |
| 87                 | Martin Kohler          | Suisse          |    | 19 s            |
| 88                 | Wout Poels             | Pays-Bas        |    | 19 s            |
| 89                 | Steven Kruijswijk      | Pays-Bas        |    | 19 s            |
| 90                 | Daniel Martin          | Irlande         |    | 19 s            |
| 91                 | Stuart O'Grady         | Australie       |    | 19 s            |
| 92                 | Imanol Erviti          | Espagne         |    | 19 s            |
| 93                 | Kevin De Weert         | Belgique        |    | 19 s            |
| 94                 | Benjamin King          | États-Unis      |    | 19 s            |
| 95                 | Juan Antonio Flecha    | Espagne         |    | 19 s            |
| 96                 | Marcel Sieberg         | Allemagne       |    | 26 s            |
| 97                 | Pablo Lastras          | Espagne         |    | 29 s            |
| 98                 | Thomas Voeckler        | France          |    | 31 s            |
| 99                 | Ian Stannard           | Grande-Bretagne |    | 34 s            |
| 100                | Mathew Hayman          | Australie       |    | 34 s            |
| 101                | Michael Rogers         | Australie       |    | 38 s            |
| 102                | Simon Clarke           | Australie       |    | 38 s            |
| 103                | Manuel Quinziato       | Italie          |    | 42 s            |
| 104                | Matteo Tosatto         | Italie          |    | 49 s            |
| 105                | Kristjan Koren         | Slovénie        |    | 49 s            |

|     | Coureur                  | Pays             |   | Temps       |
| --- | ------------------------ | ---------------- | - | ----------- |
| 106 | Luca Paolini             | Italie           | + | 52 s        |
| 107 | Giovanni Visconti        | Italie           |   | 1 min 2 s   |
| 108 | Bradley Wiggins          | Grande-Bretagne  |   | 3 min 14 s  |
| 109 | Olivier Kaisen           | Belgique         |   | 4 min       |
| 110 | Mart Ojavee              | Estonie          |   | 4 min       |
| 111 | John Degenkolb           | Allemagne        |   | 4 min       |
| 112 | Maxim Iglinskiy          | Kazakhstan       |   | 4 min       |
| 113 | Anthony Roux             | France           |   | 6 min 34 s  |
| 114 | David Millar             | Grande-Bretagne  |   | 8 min 22 s  |
| 115 | Jeremy Hunt              | Grande-Bretagne  |   | 8 min 22 s  |
| 116 | Miguel Ubeto             | Venezuela        |   | 8 min 54 s  |
| 117 | Jonas Ljungblad          | Suède            |   | 8 min 54 s  |
| 118 | Gregory Henderson        | Nouvelle-Zélande |   | 8 min 54 s  |
| 119 | Rafael Andriato          | Brésil           |   | 8 min 54 s  |
| 120 | Fumiyuki Beppu           | Japon            |   | 8 min 54 s  |
| 121 | Jack Bauer               | Nouvelle-Zélande |   | 8 min 54 s  |
| 122 | Nélson Oliveira          | Portugal         |   | 8 min 54 s  |
| 123 | Mahdi Sohrabi            | Iran             |   | 8 min 54 s  |
| 124 | José Serpa               | Colombie         |   | 8 min 54 s  |
| 125 | Ioánnis Tamourídis       | Grèce            |   | 8 min 54 s  |
| 126 | Hossein Askari           | Iran             |   | 8 min 54 s  |
| 127 | Carlos José Ochoa        | Venezuela        |   | 8 min 54 s  |
| 128 | Miguel Ángel Rubiano     | Colombie         |   | 8 min 54 s  |
| 129 | Chris Anker Sørensen     | Danemark         |   | 8 min 54 s  |
| 130 | Tomás Gil                | Venezuela        |   | 8 min 54 s  |
| 131 | Christian Knees          | Allemagne        |   | 8 min 54 s  |
| 132 | Lucas Sebastián Haedo    | Argentine        |   | 8 min 54 s  |
| 133 | Yukiya Arashiro          | Japon            |   | 8 min 54 s  |
| 134 | Andrei Nechita           | Roumanie         |   | 8 min 54 s  |
| 135 | Rigoberto Urán           | Colombie         |   | 8 min 54 s  |
| 136 | Maximiliano Richeze      | Argentine        |   | 8 min 54 s  |
| 137 | Hrvoje Miholjević        | Croatie          |   | 8 min 54 s  |
| 138 | Winner Anacona           | Colombie         |   | 8 min 54 s  |
| 139 | Svein Tuft               | Canada           |   | 8 min 54 s  |
| 140 | Radoslav Rogina          | Croatie          |   | 8 min 54 s  |
| 141 | Iván Casas               | Colombie         |   | 8 min 54 s  |
| 142 | Kristijan Đurasek        | Croatie          |   | 8 min 54 s  |
| 143 | Daniel Teklehaymanot     | Érythrée         |   | 8 min 54 s  |
| 144 | Yuriy Metlushenko        | Ukraine          |   | 8 min 54 s  |
| 145 | Oleksandr Sheydyk        | Ukraine          |   | 8 min 54 s  |
| 146 | Carlos Oyarzún           | Chili            |   | 8 min 54 s  |
| 147 | Anatoliy Pakhtusov       | Ukraine          |   | 8 min 54 s  |
| 148 | Gonzalo Garrido          | Chili            |   | 8 min 54 s  |
| 149 | Gregolry Panizo          | Brésil           |   | 8 min 54 s  |
| 150 | Laurent Didier           | Luxembourg       |   | 8 min 54 s  |
| 151 | Michał Gołaś             | Pologne          |   | 8 min 54 s  |
| 152 | Julian Dean              | Nouvelle-Zélande |   | 8 min 54 s  |
| 153 | Oleksandr Kvachuk        | Ukraine          |   | 8 min 54 s  |
| 154 | Ben Gastauer             | Luxembourg       |   | 8 min 54 s  |
| 155 | Maciej Bodnar            | Pologne          |   | 8 min 54 s  |
| 156 | Bartosz Huzarski         | Pologne          |   | 8 min 54 s  |
| 157 | Matthew Busche           | États-Unis       |   | 8 min 54 s  |
| 158 | Bernhard Eisel           | Autriche         |   | 8 min 54 s  |
| 159 | Mikhail Ignatiev         | Russie           |   | 8 min 54 s  |
| 160 | Alexander Porsev         | Russie           |   | 8 min 54 s  |
| 161 | Timofey Kritskiy         | Russie           |   | 8 min 54 s  |
| 162 | Yevgeniy Nepomnyachshiy  | Kazakhstan       |   | 8 min 54 s  |
| 163 | Sergey Renev             | Kazakhstan       |   | 8 min 54 s  |
| 164 | Luis León Sánchez        | Espagne          |   | 8 min 54 s  |
| 165 | Niki Terpstra            | Pays-Bas         |   | 8 min 54 s  |
| 166 | Tony Martin              | Allemagne        |   | 8 min 54 s  |
| 167 | John Murphy              | États-Unis       |   | 8 min 54 s  |
| 168 | Kanstantsin Siutsou      | Biélorussie      |   | 8 min 54 s  |
| 169 | Dmitriy Fofonov          | Kazakhstan       |   | 8 min 54 s  |
| 170 | Thor Hushovd             | Norvège          |   | 8 min 54 s  |
| 171 | Andreas Klier            | Allemagne        |   | 8 min 54 s  |
| 172 | Samuel Dumoulin          | France           |   | 8 min 54 s  |
| 173 | Jeff Louder              | États-Unis       |   | 8 min 54 s  |
| 174 | Timothy Duggan           | États-Unis       |   | 8 min 54 s  |
| 175 | Greg Van Avermaet        | Belgique         |   | 9 min 10 s  |
| 176 | Marcel Kittel            | Allemagne        |   | 9 min 16 s  |
| 177 | Johan Vansummeren        | Belgique         |   | 9 min 16 s  |
|     | Steve Cummings           | Grande-Bretagne  |   | abandon     |
|     | Tanel Kangert            | Estonie          |   | abandon     |
|     | Christopher Froome       | Grande-Bretagne  |   | abandon     |
|     | Abdelati Saadoune        | Maroc            |   | abandon     |
|     | Honorio Machado          | Venezuela        |   | abandon     |
|     | Amir Zargari             | Iran             |   | abandon     |
|     | Fregalsi Debesay         | Érythrée         |   | abandon     |
|     | Jan Bárta                | Tchéquie         |   | abandon     |
|     | Andrei Sartassov         | Chili            |   | abandon     |
|     | Krisztián Lovassy        | Hongrie          |   | abandon     |
|     | Semere Mengis            | Érythrée         |   | abandon     |
|     | Adil Jelloul             | Maroc            |   | abandon     |
|     | Bert Grabsch             | Allemagne        |   | abandon     |
|     | Jempy Drucker            | Luxembourg       |   | abandon     |
|     | Fränk Schleck            | Luxembourg       |   | abandon     |
|     | Ivan Stević              | Serbie           |   | abandon     |
|     | Michael Barry            | Canada           |   | abandon     |
|     | Stefan Denifl            | Autriche         |   | abandon     |
|     | Tomislav Dančulović      | Croatie          |   | abandon     |
|     | Mert Mutlu               | Turquie          |   | abandon     |
|     | Leonardo Duque           | Colombie         |   | abandon     |
|     | Blel Kadri               | France           |   | abandon     |
|     | Petr Benčík              | Tchéquie         |   | abandon     |
|     | Artur García             | Venezuela        |   | abandon     |
|     | Andrew Talansky          | États-Unis       |   | abandon     |
|     | Vicente Reynés           | Espagne          |   | abandon     |
|     | Christian Poos           | Luxembourg       |   | abandon     |
|     | Adnane Aarbia            | Maroc            |   | abandon     |
|     | Mouhssine Lahsaini       | Maroc            |   | abandon     |
|     | Ismaïl Ayoune            | Maroc            |   | abandon     |
|     | Mohammed Said El Ammoury | Maroc            |   | abandon     |
|     | Otávio Bulgarelli        | Brésil           |   | abandon     |
|     | Roman Kreuziger          | Tchéquie         |   | non-partant |

## Déroulement de la course
L'échappée matinale composée de Oleg Chuzhda, Maxim Iglinskiy, Tanel Kangert, Robert Kišerlovski, Pablo Lastras, Christian Poos et Anthony Roux a compté jusqu'à 8 minutes d'avance avant que l'équipe de Grande-Bretagne commence à faire diminuer l'écart.
Au onzième tour, Johan Vansummeren attaque suivi par Yoann Offredo et Luca Paolini. Peu après, ils ont été rejoints par Olivier Kaisen et Simon Clarke. Ces cinq coureurs vont reprendre l'échappée matinale et former un groupe de 11 coureurs car Christian Poos a abandonné.
Le peloton, toujours emmené par les Britanniques, s'est scindé dans le treizième tour et Thor Hushovd, Marcel Kittel, Tony Martin ou Greg Van Avermaet ont été définitivement lâchés.
Anthony Roux sera le dernier coureur de la première échappée repris. Thomas Voeckler, Klaas Lodewyck et Nicki Sørensen tentent leur chance dans le dernier tour mais ils n'ont jamais eu plus de 25 secondes d'avance. Johnny Hoogerland réussit à combler l'écart avec les trois échappés mais ils ont été repris quelques kilomètres plus loin.
Aucun autre coureur ne parvenant à s'échapper, la course se termine donc au sprint et Mark Cavendish s'impose. Il devance son coéquipier chez HTC-Highroad, Matthew Goss et André Greipel départagé de Fabian Cancellara, quatrième, par la photo-finish. Mark Cavendish devient le premier vainqueur du championnat du monde en ligne britannique depuis Tom Simpson en 1965.